# Amorphe Halbleiter
Amorphe Halbleiter sind nichtkristalline Festkörper mit Halbleitereigenschaften.
Wie andere amorphe Materialien haben sie nur eine Nah- aber keine Fernordnung. Wie Halbleiter weisen sie eine Bandlücke mit voll besetzten Valenzbändern und leeren Leitungsbändern auf, die kleiner ist als diejenige von Nichtleitern.  Aus amorphen Halbleitern kann man Halbleiterbauelemente herstellen.

## Physikalische Eigenschaften
Aufgrund der fehlenden Fernordnung amorpher Festkörper steht keine Theorie zur Verfügung, die derjenigen der Festkörperphysik kristallinen Stoffe nahe kommt. Insbesondere gilt das Bloch-Theorem nicht, da kein periodisches Potential vorliegt, die Wellenfunktionen der Elektronen sind also keine Bloch-Funktionen. Die optischen Eigenschaften hängen vorwiegend von der Nahordnung ab. Für die Anwendung in Solarzellen besonders bedeutsam ist die hohe Absorption von Photonen mit Energien knapp über der optischen Bandlücke des Materials.

## Tetraedrisch gebundene amorphe Halbleiter
Dampft man die Halbleitermaterialien Silizium und Germanium auf nicht zu heiße Substrate auf, scheiden sich dünne, amorphe Schichten darauf ab. Die reinen amorphen Halbleiter haben eine hohe Dichte von lokalisierten Zuständen im Bereich der Bandlücke, die Strukturdefekte als Ursache haben. Der wichtigste Strukturdefekt sind die nicht abgesättigten Bindungen. Durch Einbau von Wasserstoff werden diese Bindungen abgesättigt, und die Dichte der lokalisierten Zustände nimmt um Größenordnungen ab, bei Silizium stärker als bei Germanium. Zu dieser Gruppe gehören amorphes Silicium und amorphes Germanium; mit Wasserstoffeinbau bezeichnet man sie kurz als a-Si:H oder a-Ge:H.

## Chalkogenidhalbleiter
Chalkogenidhalbleiter bilden aufgrund der Zweiwertigkeit der Chalkogenide Ketten und Ringe von Atomen, die aneinander nur durch Van-der-Waals-Kräfte aneinander gebunden sind. Das begünstigt sehr stark die Bildung amorpher Strukturen. Ihr wichtigster Vertreter ist das Selen. Die nicht an den Bindungen beteiligten Elektronen stellen die beweglichen Ladungsträger in den Chalkogenidhalbleitern.